# Акула-янгол африканська
Акула-янгол африканська (Squatina africana) — акула з роду акула-ангел родини акулоангелові.

## Опис
Загальна довжина досягає 1,22 м. Голова масивна. Морда округлена з невеличкими, м'ясистими вусиками конічної форми. Очі маленькі, округлі. За ними розташовані бризкальця. Ніздрі помірно великі. Шкіряні вирости біля ніздрів слабко вирізняються. Рот широкий. Зуби маленькі, вузькі, розташовані у декілька рядків. У неї 5 пар зябрових щілин. Тулуб сильно сплощений. Грудні плавці великі. має 2 спинних плавця, розташованих позаду черевних плавців, ближче до хвостового плавця. Черевні плавці широкі. Анальний плавець відсутній. Хвіст звужений. Хвостовий плавець короткий, нижня лопать довша за верхню.
Забарвлення спини коричневе або сіро-коричневе з численними білими плямочками. Черево має більший світлий відтінок, до білуватого.

## Спосіб життя
Тримається теплих вод від мілини до 500 м, зазвичай до 300 м, на континентальному шельфі і верхніх схилах. Воліє до піщаних або мулисто-піщаних ґрунтів. Полює біля дна, є бентофагом. Живиться дрібною костистою рибою, ракоподібними, головоногими молюсками, морськими зміями, морськими черв'яками.
Статева зрілість самців настає при розмірах 70-75 см, самиць — 90 см. Це яйцеживородна акула. Самиця народжує від 7 до 11 акуленят завдовжки 28-34 см.
Не становить загрози для людини.

## Розповсюдження
Мешкає від узбережжя ПАР до Танзанії. Зустрічається у південній акваторії Мадагаскару. Окремі особи траплялися біля Коморських островів та Кенії.